# Final Warning (banda)
Final Warning foi uma banda punk hardcore de Portland, Oregon, que atuou no Noroeste do Pacífico de 1982 a 1986. A banda era notável por seus temas políticos anti-guerra e como uma das primeiras bandas de hardcore a incorporar o heavy metal em seu som.

## História
Final Warning inicialmente formado em 1982 como Broken Trust pelo guitarrista Jeff "Simon" Simoncini, o baterista Dan Cunneen, o vocalista Tim Paul e o baixista Charlie Nims (Nims mais tarde tocaria baixo para Poison Idea usando o apelido Myrtle Tickner). Em 1983, o ex-baixista do Poison Idea Glenn Estes substituiu o Nims.
No início de 1984, após mudar seu nome para Final Warning, Tim Paul mudou para o baixo e Jeff Paul (sem parentesco) se juntou ao grupo nos vocais. Isso se tornaria a clássica linha Final Warning que permaneceria até a banda se separar em 1986. (Baterista do Poison Idea Steve "Thee Slayer Hippie" Hanford fez vários shows com Final Warning no segundo violão em 1986. )
Final Warning lançou um auto-intitulado 7 "EP no rótulo do guitarrista do Poison Idea, Tom" Pig Champion ", o selo de Robert, Fatal Erection Records, em 1984. No ano seguinte, Final Warning teve uma música ("I Quit") na compilação punk EP de Great Drinking is Great Portland (também lançada pela Fatal Erection).
O Aviso Final compartilharia a conta com muitas bandas notáveis durante sua carreira. Entre eles: Dead Kennedys, The Exploited, GBH carregado, Hüsker Dü, Minutemen e Mercyful Fate, mas nunca tocaram fora do noroeste do Pacífico.
Os membros do Final Warning continuariam a tocar em outras bandas do Noroeste do Pacífico, incluindo: Napalm Beach, Poison Idea, The Obituaries, Big House, Gruntruck, Zipgun, Kill Sybil e o Nightcaps de Seattle.
Em junho de 2007, a Southern Lord Records lançou um disco compacto de 16 músicas que continha todo o material de estúdio da banda e 11 músicas gravadas ao vivo em 1985 no Starry Night em Portland, Oregon (onde Final Warning abriu para a banda de black metal dinamarquesa Mercyful Fate em seu primeiro álbum). Concerto dos EUA).
Em setembro de 2008, o Final Warning tocou dois shows com a formação clássica. O primeiro show foi em Seattle, Washington, em 6 de setembro de 2008 na Funhouse, seguido por um show em Portland, Oregon, em Satyricon, em 20 de setembro de 2008.
Em 3 de março de 2013, Jeff Paul morreu em um acidente de moto em Portland, Oregon.
Em fevereiro de 2015, a Black Water Records, de Portland, Oregon, lançou o Demonstration 1983, um EP de 9 músicas das primeiras gravações demo do Final Warning.

## Influências
O Aviso Final foi influenciado principalmente pelo início da década de 1980 no hardcore da Costa Oeste dos EUA (Germs, Black Flag, Dead Kennedys, Crucifix, Iconoclast e Circle Jerks) e na segunda onda do punk inglês (Discharge, Charged GBH, Disorder e The Exploited). O que definiu o Final Warning, além de outras bandas de hardcore do período, foi a fusão do heavy metal com seu som (bandas como Metallica, Motörhead, Venom e o início do Mötley Crüe).Final Warning combinaria essas influências para se tornar uma das primeiras bandas a combinar punk e metal.
O foco lírico mais comum da música de Final Warning era sua posição contra a violência e a guerra. Final Warning pegou em muitos dos temas anti-guerra que a banda britânica Discharge usou e os expandiu para incluir sua própria visão sobre a conformidade, complacência e militarismo nos Estados Unidos durante a era Reagan.

## Discografia
- Demonstração do Aviso Final de 1983 (cassete lançada automaticamente)
- 1984 Advertência Final 7 "EP (Ereção Fatal)
- 1985 Track on Drinking Is Great 7 "EP (" Quit ") (Ereção Fatal)
- CD de 2007 PDX ( Southern Lord )
- 2008 Final Warning 7 "EP (reedição) (Black Water)
- CD de demonstração de 1983 em 1983 (Rendezvous Recordings)
- Demonstração 2015 1983 7 "(Água Negra)